# Broniewo (powiat radziejowski)
Broniewo – wieś w Polsce położona w województwie kujawsko-pomorskim, w powiecie radziejowskim, w gminie Radziejów.

## Podział administracyjny
W latach 1975–1998 miejscowość należała administracyjnie do województwa włocławskiego. Wieś sołecka – zobacz jednostki pomocnicze gminy Radziejów w BIP.

## Demografia
Według Narodowego Spisu Powszechnego (III 2011 r.) liczyła 330 mieszkańców. Jest czwartą co do wielkości miejscowością gminy Radziejów.

## Zabytki
- kościół parafialny pw. św. Wojciecha i Barbary wzniesiony w roku 1860. Późnoklasycystyczny, orientowany, murowany z cegły na kamiennym fundamencie, otynkowany (parafia wzmiankowana po raz pierwszy w 1467 roku)
- dzwonnica zbudowana około roku 1860. Murowana z cegły, otynkowana, kwadratowa, dwukondygnacjowa, z parami półkoliście zamkniętych przeźroczy w kondygnacji górnej
- murowana kapliczka w kształcie słupa. Murowana i otynkowana. Zbudowana około połowy XIX wieku. Dolna kondygnacja wybrzuszona, górna ożywiona wnękami